# Merritt
Merritt es una ciudad canadiense situada en la provincia de Columbia Británica.

## Superficie
Merritt tiene una superficie de 26,04 km².

## Demografía
En 2021, tenía 7051 habitantes, una densidad poblacional de 270,7 hab./km², y 3149 viviendas.